# Thaleropis ammonia
Thaleropis ammonia är en fjärilsart som beskrevs av Herrich-Schäffer 1851. Thaleropis ammonia ingår i släktet Thaleropis och familjen praktfjärilar. Inga underarter finns listade i Catalogue of Life.